# Helge Karch

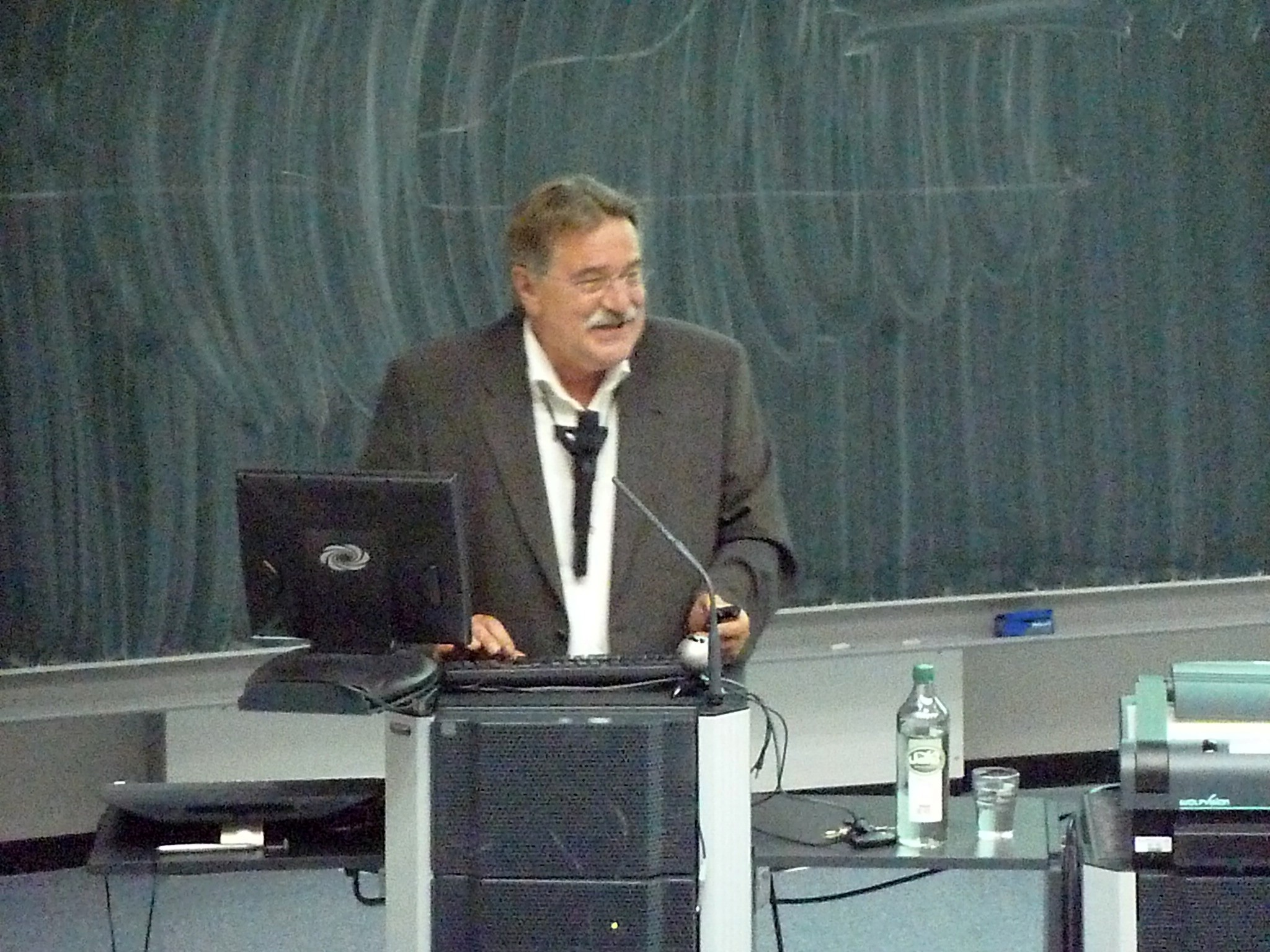
Helge Karch während einer Vorlesung (2011)

Helge Karch (* 6. Juli 1953 in Otterberg) ist ein deutscher Mikrobiologe.

## Leben
Helge Karch studierte von 1973 bis 1979 Biologie an der Technischen Hochschule Darmstadt und wurde 1982 in Darmstadt am Institut für Mikrobiologie mit summa cum laude zum Doktor der Naturwissenschaften promoviert. Von 1982 bis 1989 war er Wissenschaftlicher Mitarbeiter an der Ruhr-Universität Bochum und der Universität Hamburg, wo er sich 1989 für das Fach Medizinische Mikrobiologie habilitierte.
1990 nahm er den Ruf auf eine C3-Professur für Medizinische Mikrobiologie am Institut für Hygiene und Mikrobiologie der Julius-Maximilians-Universität Würzburg an. 2001 wechselte er an die Universität Münster und wurde Direktor des Instituts für Hygiene am Universitätsklinikum Münster, wo er bis zu seiner Emeritierung im Jahre 2019 tätig war.
Die Hauptforschungsgebiete von Karch waren Diagnostik, Epidemiologie und Pathogenese von enterohämorrhagischen Eschericha coli (EHEC), sowie die Bekämpfung von Krankenhausinfektionen. Im Jahr 2011 charakterisierte er mit seinem Team den O104:H4 Ausbruchsstamm als Typ HUSEC 41 des EHEC-Darmbakteriums, entwickelte dafür einen PCR-basierten Schnelltest und begleitete die Sequenzierung des kompletten Genoms des Erregers in Zusammenarbeit mit der Firma Life Technologies Coorporation. Von 2004 bis 2011 war Karch gewähltes Mitglied des Fachkollegiums 204-03 der Deutschen Forschungsgemeinschaft (DFG).

## Ehrungen
- 1988: Förderpreis der Deutschen Gesellschaft für Hygiene und Mikrobiologie (DGHM)[4]
- 1994: BioMérieux-Diagnostikpreis der Deutschen Gesellschaft für Hygiene und Mikrobiologie (DGHM)[5]
- 1998: Hauptpreis der Deutschen Gesellschaft für Hygiene und Mikrobiologie (DGHM)[6]
- 1999: Preis der H.P.R. Seeliger-Stiftung
- 2009: Ehrendoktorwürde (doctor medicinae veterinariae honoris causa) des Fachbereichs Veterinärmedizin der Justus-Liebig-Universität Gießen[7]
- 2013: Forschungspreis der Westfälischen Wilhelms-Universität Münster[8]
- 2013: Preis für Krankenhaushygiene und Infektionsprävention der Robert-Koch-Stiftung[9]
- 2019: Ferdinand Cohn-Medaille der DGHM[10]